# Varnensko - Beloslavski kompleks
Varnensko - Beloslavski kompleks este o arie protejată (arie specială de conservare — SAC, sit de importanță comunitară — SCI) din Bulgaria întinsă pe o suprafață de 178,2 ha, integral pe uscat.

## Localizare
Centrul sitului Varnensko - Beloslavski kompleks este situat la coordonatele 43°10′55″N 27°38′20″E / 43.1819°N 27.6389°E.

## Înființare
Situl Varnensko - Beloslavski kompleks a fost declarat sit de importanță comunitară în decembrie 2007 pentru a proteja 4 specii de animale. Situl a fost protejat și ca arie specială de conservare în august 2021.

## Biodiversitate
Situată în ecoregiunea continentală, aria protejată conține 2 habitate naturale: Salicornia și alte specii anuale care populează regiunile mlăștinoase și nisipoase, Pășuni mediteraneene udate de apa mării (Juncetalia maritimi).
La baza desemnării sitului se află mai multe specii protejate:
- amfibieni (1): Triturus karelinii
- mamifere (1): liliacul mic cu potcoavă (Rhinolophus hipposideros)
- pești (1): boarță (Rhodeus amarus)
- reptile (1): țestoasa de baltă (Emys orbicularis)

Pe lângă speciile protejate, pe teritoriul sitului au mai fost identificate 2 specii de amfibieni, 3 specii de mamifere, 3 specii de nevertebrate, 1 specie de pești, 1 specie de reptile.